# Sporlysammunition
Sporlysammunition (også kaldet lyssporammunition) er patroner, der bruges til at rette/se retningen af ildkraften, idet disses lysende projektiler viser projektilstrømmen fra automatvåben, omtrent som vandstrålen fra en brandslange. Lyset frembringes som regel af fosfor. Sporet kommer som et lys af enten lys/rød/grøn farve.
Større projektiler fx 40 mm, har sporlys i bunden, mens det ved mindre projektiler fx 7,62 mm kan være hvert femte projektil, der er sporlyssammunition. I 1. verdenskrig kunne sporlysprojektiler antænde zeppelinere. 
- Wikimedia Commons har flere filer relateret til Sporlysammunition

| Våben | Spire Denne artikel om våben er en spire som bør udbygges. Du er velkommen til at hjælpe Wikipedia ved at udvide den. |